# Pierre Chantraine
Pierre Louis Chantraine, född den  15 september 1899 i Lille, död den 30 juni 1974 i Paris, var en fransk lingvist som framförallt var en auktoritet på klassisk grekiska. Han valdes in som ledamot av Académie des inscriptions et belles-lettres 1953.